# Amsterdam (1652-1653 Zeeland)
De Amsterdam was een fregat van de Admiraliteit van Zeeland met een bewapening van 30-32 stukken vernoemd naar de stad Amsterdam. Het schip heeft dienstgedaan bij de Admiraliteit van 1652-1653 en is vergaan bij de Shetlandeilanden in 1653.